# كيفامينانو
كيفامينانو (بالإنجليزية: Kefamenanu)‏ هي منطقة سكنية تقع في إندونيسيا في نوسا تنقارا الشرقية.